# اقتصاد كازاخستان
يعدّ اقتصاد كازاخستان الأكبر في منطقة آسيا الوسطى من حيث القيمة المطلقة ومعدل دخل الفرد، إلا أن العملة الوطنية شهدت انخفاضًا حادًا في الفترة بين عامي 2013 و 2016. تمتلك كازاخستان احتياطيات من النفط فضلًا عن المعادن والفلزات. ولديها أيضًا إمكانات زراعية كبيرة، إذ تؤوي أراضي السهوب الشاسعة إنتاج الماشية والحبوب على حد سواء. تمثل الجبال في الجنوب أهمية بالنسبة للتفاح والجوز، إذ ينمو كلا النوعين بكثافة هناك. يقوم القطاع الصناعي في كازاخستان على استخراج وتجهيز هذه الموارد الطبيعية.
أدى انهيار الاتحاد السوفيتي وانهيار الطلب على منتجات كازاخستان التقليدية من الصناعات الثقيلة إلى انخفاض حاد في الاقتصاد منذ عام 1991، مع وقوع أشد انخفاض سنوي في عام 1994. في الفترة 1995-1997، تسارعت وتيرة البرنامج الحكومي للإصلاح الاقتصادي والخصخصة، مما أدى إلى تحول جوهري في الأصول إلى القطاع الخاص. يزيد توقيع اتفاقية الائتلاف التجاري لخطوط أنابيب بحر قزوين في ديسمبر 1996 لبناء خط أنابيب جديد من حقل تنغيز في غرب كازاخستان إلى البحر الأسود، من احتمالات زيادة صادرات النفط بشكل كبير خلال عدة سنوات. تراجع اقتصاد كازاخستان في عام 1998 مع انخفاض نمو الناتج المحلي الإجمالي بنسبة 2.5% بسبب تدهور أسعار النفط والأزمة المالية التي شهدتها روسيا في شهر أغسطس. كان من بين النقاط المضيئة في عام 1999، انتعاش أسعار النفط الدولية، الذي انتشل الاقتصاد من الركود، تزامنًا مع خفض قيمة العملة الكازاخستانية؛ تينغ، في الوقت المناسب، وحصاد كبير للحبوب.
تقلص معدل دخل الفرد من الناتج المحلي الإجمالي الحالي بنسبة 26% في تسعينيات القرن العشرين. في العقد الأول من القرن الحادي والعشرين، سجّل اقتصاد كازاخستان نموًا حادًا، بفضل ارتفاع أسعار صادرات كازاخستان الرائدة من النفط والمعادن والحبوب في الأسواق العالمية. سجل الناتج المحلي الإجمالي نموًا بلغ 9.6% في عام 2000، بعد أن كان 1.7% في عام 1999. في عام 2006، ظل نمو الناتج المحلي الإجمالي المرتفع للغاية مستمرًا، ونما بنسبة 10.6%. ساعدت التجارة مع روسيا المزدهرة والصين، وكذا دول رابطة الدول المستقلة المجاورة، في دفع هذا النمو. أدى النمو الاقتصادي المتزايد إلى تحول في التمويل الحكومي، إذ انتقلت الميزانية من عجز نقدي بلغ 3.7% من الناتج المحلي الإجمالي عام 1999 إلى فائض بلغ 0.1% عام 2000. شهدت البلاد تباطؤًا في النمو الاقتصادي منذ عام 2014؛ نتيجة انخفاض أسعار النفط وآثار الأزمة الأوكرانية. خُفضت قيمة عملة البلاد بنسبة 19% في عام 2014 وبنسبة 22% في عام 2015.
في عام 2017، أعد المنتدى الاقتصادي العالمي تقرير التنافسية العالمي، مُصنفًا كازاخستان في المرتبة 57 من بين 144 دولة. يأخذ هذا التصنيف في الاعتبار عوامل متعددة من الناحية المالية والاقتصاد الكلي، مثل حجم السوق، والناتج المحلي الإجمالي، ومعدلات الضرائب، وتطوير البنية التحتية، وما إلى ذلك. في عام 2012، أدرج المنتدى الاقتصادي العالمي الفساد كأكبر مشكلة في ممارسة الأعمال في البلاد، بينما أدرج البنك الدولي كازاخستان كمنطقة محفوفة بالفساد، على غرار أنغولا وبوليفيا وكينيا وليبيا وباكستان. أحرزت كازاخستان 31 نقطة من أصل 100 نقطة في مؤشر مدركات الفاسد في إصداره عام 2018 التابع لمنظمة الشفافية الدولية، ما يشير إلى مستويات عالية من الفساد.
زار نائب رئيس البنك الدولي لشؤون أوروبا وآسيا الوسطى؛ سيريل مولر، أستانا (نور سلطان حاليًا) في يناير 2017، حيث أشاد بالتقدم الذي أحرزته البلاد خلال الشراكة التي دامت 25 عامًا مع البنك الدولي. تحدث مولر أيضًا عن تحسن وضع كازاخستان في تقرير ممارسة الأعمال لعام 2017 الصادر عن البنك الدولي، حيث جاءت كازاخستان في المرتبة 35 من بين 190 دولة حول العالم.
حصلت كازاخستان على المركز الثالث في التصنيف الإقليمي لوسط وجنوب آسيا لمؤشر الابتكار العالمي لعام 2018 الذي أصدرته المنظمة العالمية للملكية الفكرية، بينما كان ترتيبها 81 على مستوى العالم في مؤشر الابتكار العالمي عام 2023، ما لبثت أن تقدمت للمركز 78 على مستوى العالم في مؤشر عام 2024.

## اتجاه الاقتصاد الكلي
في مؤشر الحرية الاقتصادية لعام 2014 الذي نشرته مؤسسة التراث الفكرية في واشنطن العاصمة، حققت كازاخستان 22 نقطة على مدى السنوات السبع عشرة الماضية، وهو ما يشير إليه المؤلفون باعتباره من بين أفضل عشرين تحسنًا سجلته أي دولة. تبلغ درجة الحرية الاقتصادية لكازاخستان 69.1، أي ما يعادل «حرية معتدلة». ارتفعت درجته الإجمالية بمقدار 0.1 نقطة، مع التحسن الكبير في حرية الاستثمار وسلامة الحكومة للتعويض عن الانخفاضات الشديدة في الصحة المالية والحرية النقدية. تحتل كازاخستان المرتبة الحادية عشرة من بين 43 دولة في منطقة آسيا والمحيط الهادئ، وتفوق نتيجتها الإجمالية على المعدلات الإقليمية والعالمية.
يبين الجدول أدناه الاتجاهات السائدة في الناتج المحلي الإجمالي لكازاخستان بأسعار السوق التي يقدرها صندوق النقد الدولي، مع أرقام بملايين التينغ الكازاخستاني.
| السنة | الناتج المحلي الإجمالي | سعر صرف الدولار الأمريكي | مؤشر التضخم (100=2000) | الناتج القومي للفرد (% من أمريكا) |
| 1995  | 78,014,200             | 61.11 تينغ               | 64                     | 3.81                              |
| 2000  | 102,599,902            | 142.26 تينغ              | 100                    | 3.53                              |
| 2005  | 147,453,000            | 132.88 تينغ              | 140                    | 9.01                              |
| 2017  | 159,406,930            | 344.18 تينغ              |                        |                                   |

يوضح الجدول التالي أهم المؤشرات الاقتصادية للفترة 1980-2017.
| السنة | الناتج المحلي الإجمالي بالدولار (تعادل القدرة الشرائية) | نصيب الفرد من الناتج المحلي الإجمالي بالدولار (تعادل القدرة الشرائية) | النمو (نسبة مئوية) | التضخم (نسبة مئوية) | البطالة (نسبة مئوية) | الدين الحكومي (نسبة مئوية من الناتج المحلي الإجمالي) |
| ----- | ------------------------------------------------------- | --------------------------------------------------------------------- | ------------------ | ------------------- | -------------------- | ---------------------------------------------------- |
| 1992  | 122.7                                                   | 7,196                                                                 | غير معروف          | غير معروف           | غير معروف            | غير معروف                                            |
| 1993  | ▼114.0                                                  | ▼6,748                                                                | ▼−9.2%             | 1,662.3%            | غير معروف            | غير معروف                                            |
| 1994  | ▼101.8                                                  | ▼6,444                                                                | ▼−12.6%            | 1,402.0%            | 10.1%                | غير معروف                                            |
| 1995  | ▼95.4                                                   | ▼6,087                                                                | ▼−8.2%             | 176.3%              | 11.0%                | غير معروف                                            |
| 1996  | ▲97.7                                                   | ▲6,308                                                                | ▲0.5%              | 39.1%               | 13.0%                | غير معروف                                            |
| 1997  | ▲101.0                                                  | ▲6,651                                                                | ▲1.7%              | 17.4%               | 13.0%                | غير معروف                                            |
| 1998  | ▼100.2                                                  | ▲6,698                                                                | ▼−1.9%             | 7.3%                | 13.1%                | غير معروف                                            |
| 1999  | ▲104.4                                                  | ▲7,009                                                                | ▲2.7%              | 8.4%                | 13.5%                | غير معروف                                            |
| 2000  | ▲117.3                                                  | ▲7,890                                                                | ▲9.8%              | 13.3%               | 12.8%                | غير معروف                                            |
| 2001  | ▲136.2                                                  | ▲9,168                                                                | ▲13.5%             | 8.4%                | 10.4%                | غير معروف                                            |
| 2002  | ▲151.8                                                  | ▲10,211                                                               | ▲9.8%              | 5.9%                | 9.3%                 | 17.6%                                                |
| 2003  | ▲169.2                                                  | ▲11,318                                                               | ▲9.3%              | 6.5%                | 8.8%                 | 15.0%                                                |
| 2004  | ▲190.6                                                  | ▲12,642                                                               | ▲9.6%              | 6.9%                | 8.4%                 | 11.4%                                                |
| 2005  | ▲215.8                                                  | ▲14,178                                                               | ▲9.7%              | 7.5%                | 8.1%                 | 8.1%                                                 |
| 2006  | ▲246.2                                                  | ▲15,991                                                               | ▲10.7%             | 8.6%                | 7.8%                 | 6.7%                                                 |
| 2007  | ▲275.3                                                  | ▲17,677                                                               | ▲8.9%              | 10.8%               | 7.3%                 | 5.9%                                                 |
| 2008  | ▲289.9                                                  | ▲18,140                                                               | ▲3.3%              | 17.1%               | 6.6%                 | 6.8%                                                 |
| 2009  | ▲295.6                                                  | ▲18,245                                                               | ▲1.2%              | 7.3%                | 6.6%                 | 10.2%                                                |
| 2010  | ▲321.1                                                  | ▲19,530                                                               | ▲7.3%              | 7.1%                | 5.8%                 | 10.7%                                                |
| 2011  | ▲352.3                                                  | ▲21,129                                                               | ▲7.5%              | 8.3%                | 5.4%                 | 10.1%                                                |
| 2012  | ▲376.7                                                  | ▲22,278                                                               | ▲5.0%              | 5.1%                | 5.3%                 | 12.1%                                                |
| 2013  | ▲405.8                                                  | ▲23,644                                                               | ▲6.0%              | 5.8%                | 5.2%                 | 12.6%                                                |
| 2014  | ▲430.8                                                  | ▲24,734                                                               | ▲4.3%              | 6.7%                | 5.0%                 | 14.5%                                                |
| 2015  | ▲440.7                                                  | ▲24,940                                                               | ▲1.2%              | 6.7%                | 5.0%                 | 21.9%                                                |
| 2016  | ▲451.2                                                  | ▲25,167                                                               | ▲1.1%              | 14.6%               | 5.0%                 | 21.0%                                                |
| 2017  | ▲477.6                                                  | ▲26,252                                                               | ▲4.0%              | 7.4%                | 5.0%                 | 21.2%                                                |

## النمو الاقتصادي والناتج المحلي الإجمالي
سجل الناتج المحلي الإجمالي في كازاخستان نموًا بلغ 4.1% من حيث القيمة الحقيقية خلال الفترة من يناير إلى سبتمبر 2014.
كان من المتوقع أن يصل نمو الناتج المحلي الإجمالي الحقيقي في كازاخستان إلى 4.3% في عام 2014، بفضل القطاع الاستهلاكي الذي يمثل القوة الدافعة الرئيسية للاقتصاد في كازاخستان عام 2014، إذ دُعم الاستهلاك في كازاخستان بصورة رئيسية من خلال الإقراض بالتجزئة.
وفقًا لوكالة الإحصاءات في جمهورية كازاخستان، بلغ نمو الناتج المحلي الإجمالي في كازاخستان 3.8% في الربع الأول من عام 2014.
وقعت حكومة كازاخستان على اتفاق شراكة إطارية مع البنك الدولي للإنشاء والتعمير، ومؤسسة التمويل الدولية، ووكالة ضمان الاستثمار متعدد الأطراف في الأول من مايو 2014، وبموجب هذا الاتفاق؛ سيخصص البنك الدولي 2.5 مليار دولار لكازاخستان لتنويع الاقتصاد وتحقيق التنمية المستدامة.
اعتبارًا من عام 2015، صنف البنك الدولي كازاخستان باعتبارها دولة ذات دخل متوسط مرتفع، ببلوغ معدل دخل الفرد من الناتج المحلي الإجمالي نحو 10.5 آلاف دولار أميركي.
ارتفع الاستثمار الأجنبي المباشر بنسبة 30 في المئة في عام 2015 في الصناعة الزراعية لكازاخستان، و 80 في المئة في قطاع المنتجات النفطية في البلاد.
في عام 2016، بدأ اقتصاد كازاخستان بالتعافي من الأزمة الناجمة عن انخفاض أسعار النفط وانخفاض قيمة العملة. وفقًا لوزير الاقتصاد الوطني لكازاخستان، بلغ نمو الناتج المحلي الإجمالي 0.4% خلال تسعة أشهر من عام 2016. شملت القطاعات الاقتصادية التي شهدت نموًا مرتفعًا؛ قطاعات البناء (6.9%)، والزراعة (4.9%)، وقطاع النقل (4.0%).
جاءت كازاخستان في المرتبة الخامسة والعشرين من بين 190 دولة في تقرير ممارسة الأعمال لعام 2020 الصادر عن البنك الدولي. تقدم مركز البلاد بمقدار ثلاث نقاط، من 28 إلى 25 نقطة في تصنيف عام 2020 مقارنة بالعام السابق. بذلك، تقدمت كازاخستان على دول مثل آيسلندا (المركز السادس والعشرين)، النمسا (المركز السابع والعشرين)، روسيا (المركز الثامن والعشرين)، اليابان (المركز التاسع والعشرون)، وغيرهم.

## التجارة الخارجية
الواردات: 17,352 مليار دولار (2005)
الصادرات: 27,849 مليار دولار (2005)
الميزان التجاري: +10,497 مليار دولار (2005)
الشريك التجاري الرئيسي لكازاخستان هو الاتحاد الأوروبي، وقد وصلت قيمة المبادلات إلى 34٪ في عام 2007. وهذا يدل على مدى استعداد الدول لتأكيد التزامها الاستقلال وجها لوجه مع العملاق الروسي المجاور، وهو ما يمثل 18٪ فقط من التجارة خارج البلاد. والصين هي أيضا مهتمة جدا في باطن الأرض الغنية لهذه المنطقة الضخمة ذات الكثافة السكانية المنخفضة من آسيا الوسطى: هذه المبادلات تجاوزت 10 مليارات دولار في عام 2007. لا تزال روسيا الصعب تجنب شريك للقدرة التصديرية للكل من آسيا الوسطى إلى الغرب، إلا عبر أراضي إيران.

## قطاعات الاقتصاد

### النفط
يستند اقتصاد كازاخستان بشكل رئيسي على صادرات النفط، والتي تمثل 56٪ من قيمة الصادرات و 55٪ من ميزانية الدولة. ولدى البلاد موارد نفطية مساوية لتلك في العراق ولكن موجودة في طبقات المياه الجوفية العميقة، وهو ما يفسر بداية حديث نسبيا من العمليات.

### التعدين
تعد كازاخستان منتجًا رائدًا للعديد من السلع المعدنية، بما في ذلك الملح واليورانيوم والفروكروم وإسفنج التيتانيوم والكادميوم والبوتاس والمغنيسيوم والرينيوم والنحاس والبوكسيت والغاليوم والزنك.
الدولة هي أكبر منتج لليورانيوم في العالم. كانت الدولة في عام 2019 عاشر أكبر منتج للذهب في العالم، والمنتج الحادي عشر للنحاس؛ ثالث أكبر منتج للكروم في العالم، تاسع أكبر منتج للبوكسيت، تاسع أكبر منتج للزنك، عاشر أكبر منتج للأنتيمون، ثاني أكبر منتج لخام الحديد، والمنتج الثاني عشر للرصاص؛ والمنتج الرابع عشر للمنغنيز، والمنتج السابع عشر الفوسفات، سادس أكبر منتج للبزموت، وسابع أكبر منتج عالمي للكبريت.

#### اليورانيوم
كازاخستان هي أول دولة من حيث حجم إنتاج اليورانيوم في العالم وتساهم بنسبة 35٪ من الإنتاج العالمي، ولديها ثاني أكبر احتياطيات من اليورانيوم في العالم بعد أستراليا.

### السياحة
كازاخستان هي تاسع أكبر دولة من حيث المساحة وأكبر دولة غير ساحلية. السياحة ليست قطاعًا رئيسيًا. شكلت السياحة 0.3٪ من الناتج المحلي الإجمالي لكازاخستان في 2014.
وفقًا لتقرير تنافسية السفر والسياحة لعام 2017 الصادر عن المنتدى الاقتصادي العالمي فإن عوائد قطاع السياحة بلغت 3.08 مليار دولار أو 1.6 في المائة من إجمالي الناتج المحلي. صنف المنتدى الاقتصادي العالمي كازاخستان في المرتبة 81 في تقريره لعام 2017، وهي أعلى بأربع مراتب من الترتيب السابق.

## الشركات الكازاخية
كازاتومبروم هي شركة منجمية في كازاخستان، وهي مملوكة من قبل الحكومة الكازاخية بنسبة 100٪. وهو تعمل في اثني عشر منجما في عام 2007.
كاز موناي غازهي شركة وطنية لاستخراج الغاز والنفط في كازاخستان.